# كاترين مارتن (صحفية)
كاترين مارتن (بالإنجليزية: Catherine Martin)‏ هي صحفية أسترالية، ولدت في 1919 في لندن في المملكة المتحدة، وتوفيت في 17 أبريل 2009.